# San Cristóbal (Bogotá)
San Cristóbal ist der 4. Stadtbezirk (spanisch localidad) der kolumbianischen Hauptstadt Stadt Bogotá. Der im Südosten gelegene Bezirk besteht aus einem städtischen Teil und einer ländlichen Verlängerung in den Cerros Orientales (Östliche Hügel). Mit 4.816 Hektaren Fläche und 406.025 Einwohnern ist San Cristóbal der fünftgrößte Bezirk Bogotás.
Der Bezirk bekam seinen Namen von dem alten Barrio San Cristóbal, als Bogotá noch nicht in Stadtbezirke aufgeteilt war. Traditionell hat dieser Stadtteil Menschen aller Kulturen und Rassen mit ihren Bräuchen und Traditionen angezogen und so aus dem ganzen Land aufgenommen. San Cristóbal hat sich im Lauf der Zeit zu einem wichtigen kulturellen Erbe Kolumbiens entwickelt. Der Bezirk grenzt im Norden an Santa Fe, im Süden an Usme, im Westen an Rafael Uribe Uribe und Antonio Nariño.

## Hydrographie
Der Río Fucha oder auch als Río San Cristobal bekannt ist der Hauptwasserträger des Gebietes; seine Quelle liegt auf 3.500 m in den Östlichen Hügeln. Die Flussläufe des Río Fucha und des Río Tunjuelo sind Teil des hydrographischen Systems des Río Bogotá, welche durch die Anhäufung von Müll, übermäßige Regenfälle und den Mangel eines Abwassersystems immer zu Überschwemmungen führen.